# Distretto di Talavera de la Reyna
Il distretto di Talavera de la Reyna è un distretto del Perù nella provincia di Andahuaylas (regione di Apurímac) con 16.649 abitanti al censimento 2007 dei quali 8.578 urbani e 8.071 rurali.
È stato istituito fin dall'indipendenza del Perù.